# Prêmio Davisson–Germer
O Prêmio Davisson–Germer (em inglês:  Davisson–Germer Prize in Atomic or Surface Physics) é um prêmio anual concedido pela American Physical Society desde 1965. O laureado é escolhido por "trabalho de destaque em física atômica ou física superficial". O prêmio é batizado em memória de Clinton Davisson e Lester Germer, os primeiros a medir a difração de elétrons.

## Laureados[1]
- 1965: George J. Schulz
- 1967: Horace Crane
- 1970: Hans Georg Dehmelt
- 1972: Erwin Wilhelm Müller
- 1974: Norman Foster Ramsey
- 1975: James J. Lander e Homer D. Hagstrum
- 1976: Ugo Fano
- 1977: Walter Kohn e Norton Lang
- 1978: Vernon Hughes
- 1979: J. A. Appelbaum e D. R. Hamann
- 1980: Alexander Dalgarno
- 1981: Robert Gomer
- 1982: Llewellyn H. Thomas
- 1983: Ward Plummer
- 1984: Manfred A. Biondi e Gordon H. Dunn
- 1985: J. Gregory Dash
- 1986: Daniel Kleppner
- 1987: Maurice B. Webb
- 1988: John Lewis Hall
- 1989: Peter J. Feibelman
- 1990: David Wineland
- 1991: Neville V. Smith
- 1992: Larry Spruch
- 1993: Joseph Demuth
- 1994: Carl Weiman
- 1995: Max G. Lagally
- 1996: Thomas Francis Gallagher
- 1997: Jerry Tersoff
- 1998: Sheldon Datz
- 1999: Steven Gwon Sheng Louie
- 2000: William Happer
- 2001: Don Eigler
- 2002: Gerald Gabrielse
- 2003: Rudolf M. Tromp
- 2004: Paul Julienne
- 2005: Ernst G. Bauer
- 2006: Charles Lewis Cocke
- 2007: Franz Himpsel
- 2008: Horst Schmidt-Böcking
- 2009: Yves Chabal e Krishnan Raghavachari
- 2010: Chris H. Greene
- 2011: Joachim Stöhr
- 2012: Jean Dalibard
- 2013: Geraldine L. Richmond
- 2014: Nora Berrah
- 2015: Miquel B. Salmeron e Tai-Chang Chiang
- 2016: Randall G. Hulet
- 2017: Eli Rotenberg e Stephen Kevan
- 2018: John E. Thomas